# Компаніченко Тарас Вікторович
Тара́с Ві́кторович Компаніче́нко (нар. 14 листопада 1969, Київ) — український культурний та церковний діяч (УАПЦ), пластун, композитор, поет, кобзар, бандурист, лірник, загалом мультиінструменталіст. Також текстолог, музиколог та історик-музикознавець. Дослідник та популяризатор епічної, середньовічної та барокової музичної традиції України. Лідер музичного гурту «Хорея Козацька». Заслужений артист України (2008). Народний артист України (2019).

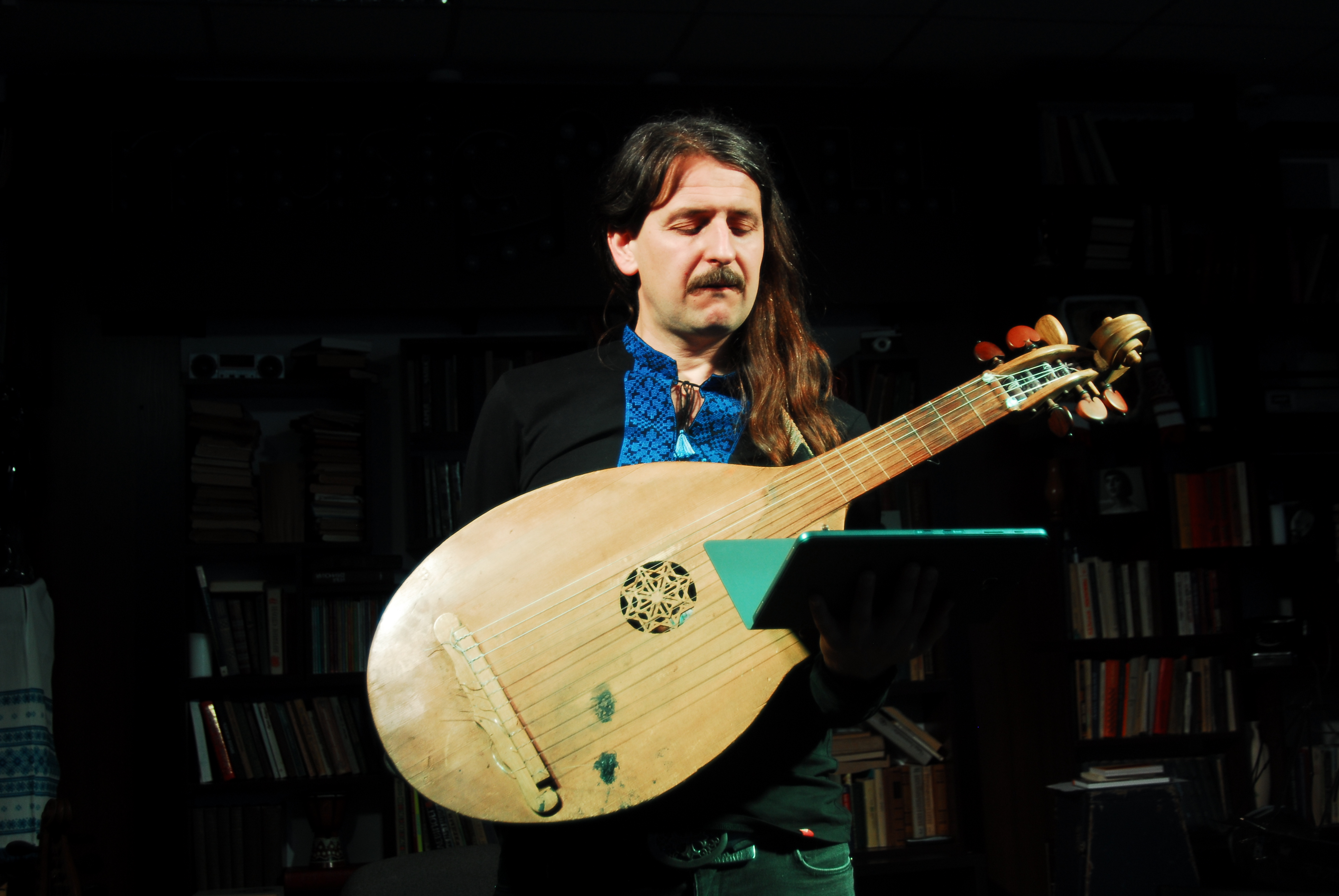
Тарас Компаніченко в Мелітополі

З початком повномасштабного вторгнення російської федерації до України, мобілізувався до ЗСУ, старший солдат 241 окремої бригади територіальної оборони. Також у ЗСУ від 2024 його старший син Богуслав Компаніченко.
Лауреат Шевченківської премії 2023.

## Життєпис
Походить із родини депортованих козаків Деркачівки Лебединського повіту — мати виросла на засланні в Архангельській області Російської Федерації, куди росіяни примусово вивезли її родину.
Батьки, кандидати технічних наук, докладали всіх зусиль, щоби син виростав в українському середовищі. Коли Тарас був маленьким, батько подарував йому бандуру, з якою хлопець уже не розлучався.
Дитинство минало в районі Академмістечко в Києві. Навчався у середній школі № 200 — одній із небагатьох шкіл Києва з українською мовою викладання, з якої вийшло багато діячів української культури; паралельно — у музичній школі (за класом бандури).
Згодом навчався у Косівському училищі прикладного та декоративного мистецтва, потім — у Львівському інституті прикладного мистецтва (на факультеті мистецтвознавства — у Якима Запаска, Володимира Овсійчука, Маї Білан). Згодом перевівся до Києва до Української академії мистецтв, де слухав лекції Платона Білецького.
З кінця 1980-х років — у національному русі, член Спілки Незалежної Української Молоді (СНУМ), близький товариш Дмитра Корчинського.
Учасник багатьох показових виступів на бандурі ще в часи радянського союзу. У 1990-х вдається до систематичної реконструкції традиційного кобзарсько-лірницького репертуару в супроводі кобзи Остапа Вересая, старосвітської бандури та колісної ліри.
Значну частину репертуару становлять епічні твори: думи, старовинні канти Почаївської лаври, так звані запорозькі пісні, козацькі псалми, лицарські пісні, невольничі плачі, богомільні пісні, побожні псальми та канти, духовна та світська лірика. Створені у пізньому середньовіччі пам'ятки музики та літератури частково дійшли до наших днів в усній традиції (часом збереглись в рукописному чи друкованому збірниках) та дідівських піснях.

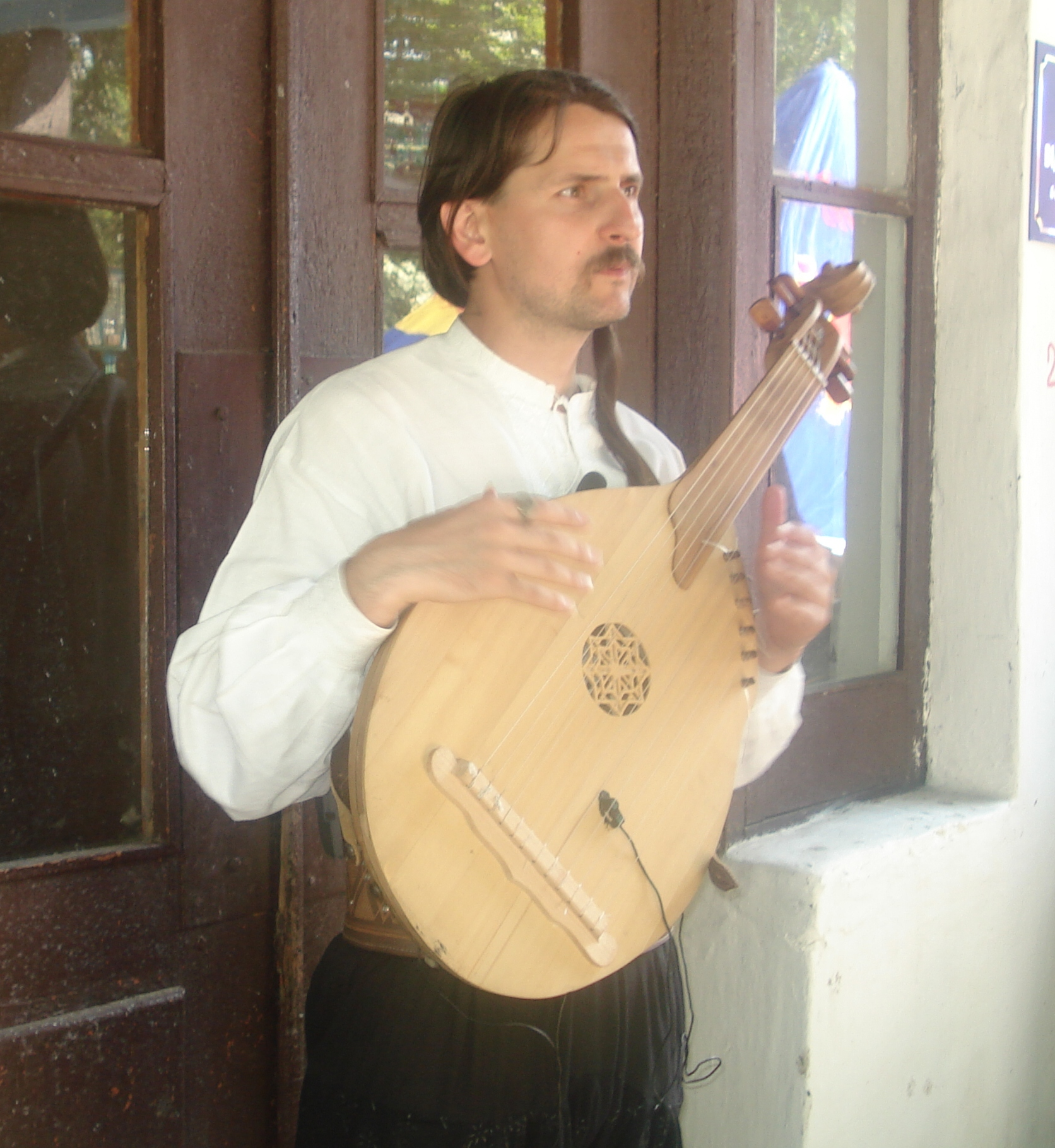
Тарас Компаніченко, 9 липня 2009 р., с. Шаповалівка на відзначенні 350-річчя Конотопської битви

Окрім сліпецького, старцівського чи дідівського репертуару, виконує (як керівник ансамблю Хорея Козацька) пам'ятки старовинної музики та літератури Руси-України XV—XVIII ст. Твори на слова поетів XVI—XVIII ст. Д. Наливайка, Д. Братковського, І. Величковського, Т. Прокоповича, Стефана Яворського, Г. Сковороди.
Бере участь у популярних фестивалях: «Країна мрій», «Трипільське коло». 2002 року взяв участь у громадському паломництві до місць масових поховань української інтелігенції — урочища Сандармох та Соловецьких островів.
Член Центрального Проводу Республіканської платформи.
Композитор і актор у фільмі Павла Когута «Посттравматична рапсодія».
З 2018 року веде передачу «Хорея Козацька» [Архівовано 3 Липня 2020 у Wayback Machine.] на UA: Радіо Культура.
У 2019 році пісня Т. Компаніченка «Завжди Україна буде» стала одним із саундтреків до фільму «Незламні».

### Участь у двох революціях
Компаніченко — активний учасник Помаранчевої революції, під час якої багато виступав на головній сцені Майдану.
26 жовтня 2012 музикант мав узяти участь у програмі «Велика політика з Євгеном Кисельовим» на телеканалі Інтер на підтримку Олега Тягнибока. Через недопущення «Свободи» до студії Компаніченко виступив просто неба.
Під час Революції Гідності дав десятки концертів на Майдані, виконував пісні військового циклу.
Після початку російсько-української війни у березні 2014-го — частий гість зони бойових дій, де виступав перед воїнами української армії та добровольцями. Учасник волонтерського руху. Автор низки поетичних творів, створених у старосвітському ключі, зокрема Думи про битву на Савур-могилі; і пісні «Та шукав козак чести й слави…», присвячених українським воїнам, загиблим в Іловайському котлі.

## Родина
Одружений із киянкою Ніною Бурмістровою. Виховує чотирьох дітей — Святополка, Богуслава, Богдану та Софію.
Компаніченко — кум Олега Скрипки. Він хрестив сина Олега — Романа, а Скрипка став хрещеним батьком Тарасової доньки Софії.

## Дискографія
- «Кобзарсько-Лірницька Традиція» (2005)
- «Там стояли гуртоправці...» — в складі «Гуртоправців» (2005)
- «Карміна Сарматіка» — в складі «Хореї Козацької» (2009)
- «Рицер Смілостю Упоєнний» — в складі «Хореї Козацької» (2009)
- «Барвіночок» — в складі гурту «PoliКарп» (2009)
- «The Lviv Lute» — в складі ансамблю «Sarmatica» (2010)
- «Тера Козацька» — в складі «Хореї Козацької» (2010)
- «Бенкет Духовний» — в складі «Хореї Козацької» (2012)
- «De Libertate» — в складі «Хореї Козацької» (2018)
- «Посттравматична Рапсодія» (2018)
- «Пісні Української революції» — в складі «Хореї Козацької» (2019)

## Фільмографія
- Кобзарський цех (2018, реж. Віктор Придувалов)
- Поводир (2013)
- Вільні люди (2013, реж. Ганна Яровенко)
- Посттравматична рапсодія (2018, реж. Павло Когут), за однойменною п'єсою Дмитра Корчинського